# Pierre Pierre
Pour les articles homonymes, voir Pierre.
Pierre Joseph Gustave Pierre (Dijon, 28 février 1827-Marseille, 11 septembre 1883), est un officier de marine français.

## Biographie
Fils d'un négociant, il entre à l'École navale en novembre 1841 et en sort aspirant de 2e classe en septembre 1843. Il sert alors sur le Suffren (en) en escadre de Méditerranée et se fait remarquer durant la campagne du Maroc lors des bombardements de Tanger et de Mogador (1844).
Aspirant de 1re classe (octobre 1844), il embarque sur le Pluton puis passe sur la Belle Poule en escadre d'évolutions. En janvier 1846, il sert sur le brick Ducouédic et est promu enseigne de vaisseau en octobre. Il fait alors campagne dans l'océan Indien avec Charles Guillain et prend part à l'exploration systématique des côtes orientales d'Afrique, des Comores et de Madagascar.
En décembre 1847, il passe sur la Zélée à la station de Bourbon et revient en France par le Brésil, Cayenne et la Martinique. En avril 1849, il sert sur la Faune à la station des Antilles puis sur le Caméléon à celle de Terre-Neuve (avril 1852).
Lieutenant de vaisseau (juin 1853), commandant de la Fauvette à Terre-Neuve d'octobre 1853 à octobre 1855 puis de juin 1856 à octobre 1858, il s'y distingue par ses relevés hydrographiques. Il participe ensuite à la campagne d'Italie où il commande les canonnières de la flottille de siège en Adriatique. Affecté au Dépôt des cartes et plans de la Marine, il devient aide de camp de l'amiral La Roncière et est promu capitaine de frégate en août 1862.
Chef d'état-major de La Roncière sur le Magenta lors de l'expédition du Mexique (août 1865), il devient sous-directeur des mouvements du port de Cherbourg en 1868 puis commande la Néréide (en) dans une campagne de circumnavigation qui lui apporte en octobre 1869 un témoignage de satisfaction.
Il commande ensuite la Sibylle à la station de Nouvelle-Calédonie puis revient en France en 1870 pour servir à terre lors des hostilités, aux batteries de la marine à l'armée de la Loire et aux lignes de Carentan. Promu capitaine de vaisseau en janvier 1871, il commande la Ville de Nantes (en) à Cherbourg ainsi que les pontons où étaient internés les condamnés de la Commune.
Il dirige en mai 1872 les mouvements du port de Cherbourg puis commande le Suffren (en), la Flandre (en) (1873) et l'Infernet (1874-1876) à la division du Pacifique. Il effectue alors d'importants travaux d'hydrographie à Tahiti, aux îles Marquises et dans le détroit de Magellan, ce qui lui vaut en décembre 1874 un nouveau témoignage de satisfaction.
Membre du Comité hydrographique (novembre 1876), il commande la frégate-école d'application des aspirants Flore en août 1877 puis est de nouveau affecté au Dépôt des cartes (août 1879). En mai 1880, il reçoit le commandement de la Revanche (en) en escadre de Méditerranée et est nommé contre-amiral en septembre. Il entre en octobre au Conseil des travaux puis, en février 1882, au Conseil d'amirauté.
Commandant du Turenne (juillet 1882) en sous-ordre de l'escadre de réserve, il devient en janvier 1883 commandant en chef de la division de la mer des Indes avec pavillon sur la Flore. Il est alors envoyé par le gouvernement Jules Ferry à Madagascar avec la mission de saisir des gages à la suite des nombreuses agressions subies par les Français dans l'île (1er juin 1883). Il s'empare ainsi de Majunga puis de Tamatave (juin 1883) et bombarde Foulpointe et Mahambo. La réussite des opérations permet une reprise des négociations et lui valent les félicitations du gouvernement.
Malade, l'amiral Pierre doit malgré tout quitter son commandement en août et meurt à son retour à Marseille sur le Calédonien le 11 septembre 1883.

## Récompenses et distinctions
- Commandeur de la Légion d'honneur (5 juillet 1883)[1]
- Officier de l'Instruction publique (1880)
- Une rue de Dijon a été nommée en son honneur (rue Amiral Pierre).